# Пинъань
Пинъа́нь (кит. упр. 平安, пиньинь Píng'ān) — район городского подчинения городского округа Хайдун провинции Цинхай (КНР).

## История
В 111 году до н. э. эти земли были присоединены к империи Хань. В 60 году до н. э. в этих местах был создан уезд Аньи (安夷县, «успокоенные варвары»). При империи Северная Вэй он был расформирован, а его земли вошли в состав уезда Сиду (西都县). При империи Суй эти земли в 581 году вошли в состав уезда Хуаншуй (湟水县). При империи Тан они стали ареной танско-тибетских войн, и надолго оказались в руках тибетцев.
В 1015 году эти земли вошли в состав государства Гусыло. В 1104 году были завоёваны китайской империей Сун.
После монгольского завоевания в этих местах была учреждена почтовая станция Пинси (平戎驿). При династии Мин на этом месте уже имелось укрепление, а при империи Цин — посёлок Пинань (平安镇), входящий в состав уезда Синин.
В 1946 году уезд Синин был переименован в Хуанчжун. В 1960 году уезд Хуанчжун был подчинён городу Синин, но в 1962 году вновь перешёл в прямое подчинение властям провинции.
Постановлением Госсовета КНР от 19 октября 1978 года из уезда Хуанчжун был выделен уезд Пинъань (平安县), вошедший в состав созданного этим же постановлением округа Хайдун (海东地区).
В 2013 году округ Хайдун был преобразован в городской округ. В 2015 году уезд Пинъань был преобразован в район городского подчинения.

## Административное деление
Район Пинъань делится на 3 посёлка и 5 национальных волостей

## Этнический состав (2000)
Согласно переписи 2000 года население 106 866 человек.
| Народ     | Население | Доля    |
| --------- | --------- | ------- |
| Ханьцы    | 81.668    | 76,42 % |
| Хуэйцы    | 18.689    | 17,49 % |
| Тибетцы   | 4.980     | 4,66 %  |
| Ту        | 812       | 0,76 %  |
| Монголы   | 301       | 0,28 %  |
| Салары    | 162       | 0,15 %  |
| Маньчжуры | 94        | 0,09 %  |
| Дун       | 65        | 0,06 %  |
| Туцзя     | 28        | 0,03 %  |
| Чжуаны    | 21        | 0,02 %  |
| Дунсян    | 13        | 0,01 %  |
| Мяо       | 12        | 0,01 %  |
| Остальные | 21        | 0,02 %  |